# Список гекботів Російського імператорського флоту

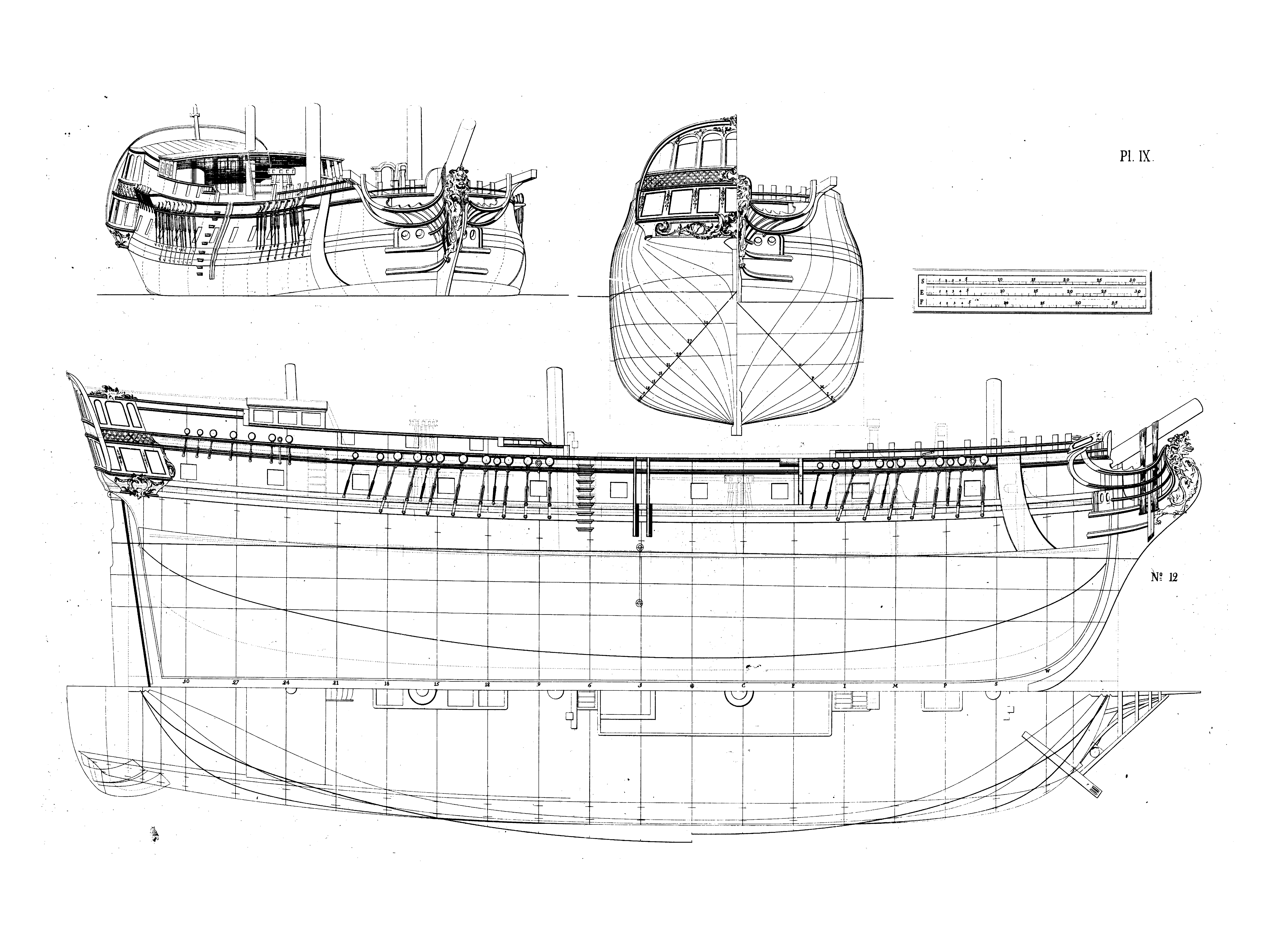
Кресленик гекбота Фредріка Хенріка Чапмана

Список гекботів Російського імператорського флоту.
У Російському імператорському флоті початок будівництва гекботів був пов'язаний з Перським походом 1722—1723 років і тривало до середини XVIII століття. Будувалися в Казані і  Нижньому Новгороді, несли службу у складі Каспійської флотилії. Після закінчення бойових дій гекботи продовжували використовуватися на Каспійському морі для вантажних перевезень і доставки провіанту в російські укріплення, а також як гідрографічні і дослідницькі судна.

## Гекботи типа «Астрахань»
Гекботи типу «Астрахань», будувалися з 1723 року. Всього для потреб Каспійської флотилії був побудований 41 гекбот цього типу: 26 в Казані і 15 — в Нижньому Новгороді.
| Найменування      | Гар. | Розмір     | Осадка | Верф                     | Вх.  | Вых. | Історія служби | Прим.        |
| ----------------- | ---- | ---------- | ------ | ------------------------ | ---- | ---- | --- | ------------ |
| Астрахань         | н/д  | 30,5 х 8,2 | н/д    | Казанське адміралтейство | 1723 | н/д  | Брали участь у Перській поході 1722—1723 років. | [ 4 ]        |
| Вулкан            | н/д  | 30,5 х 8,2 | н/д    | Казанське адміралтейство | 1723 | н/д  | Брали участь у Перській поході 1722—1723 років. | [ 5 ]        |
| Гилянь            | н/д  | 30,5 х 8,2 | н/д    | Казанське адміралтейство | 1723 | н/д  | Брали участь у Перській поході 1722—1723 років. | [ 5 ]        |
| Гиркания          | н/д  | 30,5 х 8,2 | н/д    | Казанське адміралтейство | 1723 | н/д  | Брали участь у Перській поході 1722—1723 років. | [ 5 ]        |
| Дагестан          | н/д  | 30,5 х 8,2 | н/д    | Казанське адміралтейство | 1723 | н/д  | Брали участь у Перській поході 1722—1723 років. | [ 5 ]        |
| Казань            | н/д  | 30,5 х 8,2 | н/д    | Казанське адміралтейство | 1723 | 1726 | Брав участь в Перській поході 1722—1723 років. Розбився в 1726 році. Місце і обставини аварії невідомі.                                                  | [ 4 ] [ 6 ]  |
| Каспийский Нептун | н/д  | 30,5 х 8,2 | н/д    | Казанське адміралтейство | 1723 | н/д  | Брали участь у Перській поході 1722—1723 років. | [ 4 ]        |
| Рящ               | н/д  | 30,5 х 8,2 | н/д    | Казанське адміралтейство | 1723 | н/д  | Брали участь у Перській поході 1722—1723 років. | [ 5 ]        |
| Святая Анна       | н/д  | 30,5 х 8,2 | н/д    | Казанське адміралтейство | 1723 | н/д  | Брали участь у Перській поході 1722—1723 років. | [ 5 ]        |
| Святая Екатерина  | н/д  | 30,5 х 8,2 | н/д    | Казанське адміралтейство | 1723 | н/д  | Брали участь у Перській поході 1722—1723 років. | [ 4 ]        |
| Святая Елизавета  | н/д  | 30,5 х 8,2 | н/д    | Казанське адміралтейство | 1723 | 1730 | Брав участь в Перській поході 1722—1723 років. Розбився на Зінзілійском рейді.                                                                           | [ 4 ]        |
| Святая Наталья    | н/д  | 30,5 х 8,2 | н/д    | Казанське адміралтейство | 1723 | н/д  | Брали участь у Перській поході 1722—1723 років. | [ 5 ]        |
| Святой Николай    | н/д  | 30,5 х 8,2 | н/д    | Казанське адміралтейство | 1723 | н/д  | Брали участь у Перській поході 1722—1723 років. | [ 5 ]        |
| Святой Павел      | н/д  | 30,5 х 8,2 | н/д    | Казанське адміралтейство | 1723 | н/д  | Брали участь у Перській поході 1722—1723 років. | [ 5 ]        |
| Святой Пётр       | н/д  | 30,5 х 8,2 | н/д    | Казанське адміралтейство | 1723 | 1725 | Брав участь в Перській поході 1722—1723 років. Розбився в 1725 році.                                                                                     | [ 5 ]        |
| Аграхань          | н/д  | 30,5 х 8,2 | н/д    | Нижегородська верф       | 1723 | н/д  | Брали участь у Перській поході 1722—1723 років. | [ 7 ]        |
| Александр Магнус  | н/д  | 30,5 х 8,2 | н/д    | Нижегородська верф       | 1723 | н/д  | Брали участь у Перській поході 1722—1723 років. | [ 7 ]        |
| Апшерон           | н/д  | 30,5 х 8,2 | н/д    | Нижегородська верф       | 1723 | 1725 | Брав участь в Перській поході 1722—1723 років. Розбився в 1725 році.                                                                                     | [ 7 ] [ 8 ]  |
| Арарат            | н/д  | 30,5 х 8,2 | н/д    | Нижегородська верф       | 1723 | н/д  | Брали участь у Перській поході 1722—1723 років. | [ 4 ]        |
| Астрабад          | н/д  | 30,5 х 8,2 | н/д    | Нижегородська верф       | 1723 | 1731 | Брав участь в Перській поході 1722—1723 років. Пропав безвісти в Каспійському морі.                                                                      | [ 7 ]        |
| Зинаной           | н/д  | 30,5 х 8,2 | н/д    | Нижегородська верф       | 1723 | н/д  | Брали участь у Перськім поході 1722—1723 років. | [ 4 ]        |
| Кавказ            | н/д  | 30,5 х 8,2 | н/д    | Нижегородська верф       | 1723 | н/д  | Брали участь у Перськім поході 1722—1723 років. | [ 7 ]        |
| Москва            | н/д  | 30,5 х 8,2 | н/д    | Нижегородська верф       | 1723 | н/д  | Брали участь у Перськім поході 1722—1723 років. | [ 7 ]        |
| Нижний Новгород   | н/д  | 30,5 х 8,2 | н/д    | Нижегородська верф       | 1723 | н/д  | Брали участь у Перськім поході 1722—1723 років. | [ 4 ]        |
| Сагозан           | н/д  | 30,5 х 8,2 | н/д    | Нижегородська верф       | 1723 | н/д  | Брали участь у Перськім поході 1722—1723 років. | [ 7 ]        |
| Саратов           | н/д  | 30,5 х 8,2 | н/д    | Нижегородська верф       | 1723 | 1725 | Брав участь в Перській поході 1722—1723 років. Розбився в 1725 році.                                                                                     | [ 7 ] [ 9 ]  |
| Симбирск          | н/д  | 30,5 х 8,2 | н/д    | Нижегородська верф       | 1723 | н/д  | Брали участь у Перськім поході 1722—1723 років. | [ 4 ]        |
| Тьмутаракань      | н/д  | 30,5 х 8,2 | н/д    | Нижегородська верф       | 1723 | н/д  | Брали участь у Перськім поході 1722—1723 років. | [ 4 ]        |
| Царицын           | 10   | 30,5 х 8,2 | н/д    | Нижегородська верф       | 1723 | н/д  | Брав участь в Перській поході 1722—1723 років. У 1726 році брав участь в гідрографічних роботах в Каспійському морі.                                     | [ 4 ] [ 10 ] |
| Шахдан            | н/д  | 30,5 х 8,2 | н/д    | Нижегородська верф       | 1723 | н/д  | Брав участь в Перській поході 1722—1723 років. | [ 4 ]        |
| 4 гекбота         | н/д  | 30,5 х 8,2 | н/д    | Казанське адміралтейство | 1725 | н/д  | Сведений о плаваниях гекбота не сохранилось. | [ 7 ]        |
| Зинзили           | н/д  | 30,5 х 8,2 | н/д    | Казанське адміралтейство | 1725 | 1726 | Відомостей про плавання гекбота не збереглося. В районі Гіляні у судна розійшлися обшівние дошки, відкрилася сильна текти і воно було викинуто на берег. | [ 6 ] [ 7 ]  |
| Апшерон           | н/д  | 30,5 х 8,2 | н/д    | Казанське адміралтейство | 1727 | н/д  | Відомостей про плавання гекботів не збереглося. | [ 11 ]       |
| Вулкан            | н/д  | 30,5 х 8,2 | н/д    | Казанське адміралтейство | 1727 | н/д  | Відомостей про плавання гекботів не збереглося. | [ 11 ]       |
| Зинзили           | н/д  | 30,5 х 8,2 | н/д    | Казанське адміралтейство | 1727 | н/д  | Відомостей про плавання гекботів не збереглося. | [ 11 ]       |
| Кавказ            | н/д  | 30,5 х 8,2 | н/д    | Казанське адміралтейство | 1727 | н/д  | Відомостей про плавання гекботів не збереглося. | [ 11 ]       |
| Казань            | н/д  | 30,5 х 8,2 | н/д    | Казанське адміралтейство | 1727 | н/д  | Відомостей про плавання гекботів не збереглося. | [ 11 ]       |
| Святой Диодор     | н/д  | 30,5 х 8,2 | н/д    | Казанське адміралтейство | 1727 | н/д  | Відомостей про плавання гекботів не збереглося. | [ 11 ]       |

## Гекботи типа «Александр Магнус»
Гекботи типу «Александр Магнус», всього для потреб Каспійської флотилії в Казані було побудовано 8 гекботів цього типу.
| Найменування     | Розмір    | Осадка | Верф                     | Вх.  | Вых. | Історія служби                                                                 | Прим.  |
| ---------------- | --------- | ------ | ------------------------ | ---- | ---- | ------------------------------------------------------------------------------ | ------ |
| Александр Магнус | 24,4—25,9 | н/д    | Казанське адміралтейство | 1726 | н/д  | Відомостей про плавання гекботів не збереглося.                                | [ 11 ] |
| Гиркания         | 24,4—25,9 | н/д    | Казанське адміралтейство | 1726 | н/д  | Відомостей про плавання гекботів не збереглося.                                | [ 11 ] |
| Дагестан         | 24,4—25,9 | н/д    | Казанське адміралтейство | 1726 | н/д  | Відомостей про плавання гекботів не збереглося.                                | [ 11 ] |
| Москва           | 24,4—25,9 | н/д    | Казанське адміралтейство | 1726 | н/д  | Відомостей про плавання гекботів не збереглося.                                | [ 11 ] |
| Санкт-Петербург  | 24,4—25,9 | н/д    | Казанське адміралтейство | 1726 | 1729 | Відомостей про плавання гекбота не збереглося. Розбився на Зінзілійском рейді. | [ 11 ] |
| Святой Пётр      | 24,4—25,9 | н/д    | Казанське адміралтейство | 1726 | н/д  | Відомостей про плавання гекботів не збереглося.                                | [ 11 ] |
| Шахдаг           | 24,4—25,9 | н/д    | Казанське адміралтейство | 1726 | н/д  | Відомостей про плавання гекботів не збереглося.                                | [ 11 ] |

## Гекботи типа «Аграхань»
Гекботи типу «Аграхань», всього для потреб Каспійської флотилії в Казані було побудовано 8 гекботів цього типу.
| Найменування      | Розмір     | Осадка | Верф                     | Вх.  | Вых.          | Історія служби                                  | Прим.  |
| ----------------- | ---------- | ------ | ------------------------ | ---- | ------------- | ----------------------------------------------- | ------ |
| Аграхань          | 24,8 х 7,4 | 3,4    | Казанське адміралтейство | 1729 | не збереглося | Відомостей про плавання гекботів не збереглося. | [ 14 ] |
| Астрабад          | 24,8 х 7,4 | 3,4    | Казанське адміралтейство | 1729 | не збереглося | Відомостей про плавання гекботів не збереглося. | [ 14 ] |
| Каспийский Нептун | 24,8 х 7,4 | 3,4    | Казанське адміралтейство | 1729 | не збереглося | Відомостей про плавання гекботів не збереглося. | [ 14 ] |
| Пётр II           | 24,8 х 7,4 | 3,4    | Казанське адміралтейство | 1729 | не збереглося | Відомостей про плавання гекботів не збереглося. | [ 14 ] |
| Святая Анна       | 24,8 х 7,4 | 3,4    | Казанське адміралтейство | 1729 | не збереглося | Відомостей про плавання гекботів не збереглося. | [ 14 ] |
| Святая Екатерина  | 24,8 х 7,4 | 3,4    | Казанське адміралтейство | 1729 | не збереглося | Відомостей про плавання гекботів не збереглося. | [ 14 ] |
| Святой Николай    | 24,8 х 7,4 | 3,4    | Казанське адміралтейство | 1729 | не збереглося | Відомостей про плавання гекботів не збереглося. | [ 11 ] |
| Святой Павел      | 24,8 х 7,4 | 3,4    | Казанське адміралтейство | 1729 | не збереглося | Відомостей про плавання гекботів не збереглося. | [ 14 ] |

## Гекботи типа «Астрахань»
Гекботи типу «Астрахань», будувалися з 1729 року. Всього для потреб Каспійської флотилії в Казані було побудовано 5 гекботів цього типу.
| Найменування | Розмір     | Осадка | Верф                     | Вх.  | Вых. | Історія служби                                                                  | Прим.  |
| ------------ | ---------- | ------ | ------------------------ | ---- | ---- | ------------------------------------------------------------------------------- | ------ |
| Астрахань    | 25,9 х 7,3 | 3,7    | Казанське адміралтейство | 1729 | н/д  | Відомостей про плавання гекботів не збереглося.                                 | [ 14 ] |
| Зинаит       | 25,9 х 7,3 | 3,7    | Казанське адміралтейство | 1729 | н/д  | Відомостей про плавання гекботів не збереглося.                                 | [ 14 ] |
| Саратов      | 25,9 х 7,3 | 3,7    | Казанське адміралтейство | 1729 | н/д  | Відомостей про плавання гекботів не збереглося.                                 | [ 14 ] |
| Симбирск     | 25,9 х 7,3 | 3,7    | Казанське адміралтейство | 1729 | 1733 | Відомостей про плавання гекбота не збереглося. В 1733 році розбився у Дербента. | [ 14 ] |
| Царицын      | 25,9 х 7,3 | 3,7    | Казанське адміралтейство | 1729 | н/д  | Відомостей про плавання гекботів не збереглося.                                 | [ 14 ] |

## Гекботи типа «Кронштадт»
Гекботи типу «Кронштадт», всього для потреб Каспійської флотилії в Казані було побудовано 5 гекботів цього типу.
| Найменування    | Розмір     | Осадка | Верф                     | Вх.  | Вых.          | Історія служби                                  | Прим.  |
| --------------- | ---------- | ------ | ------------------------ | ---- | ------------- | ----------------------------------------------- | ------ |
| Кронштадт       | 26,2 х 6,7 | 3,5    | Казанське адміралтейство | 1731 | не збереглося | Відомостей про плавання гекботів не збереглося. | [ 14 ] |
| Нарва           | 26,2 х 6,7 | 3,5    | Казанське адміралтейство | 1731 | не збереглося | Відомостей про плавання гекботів не збереглося. | [ 14 ] |
| Ревель          | 26,2 х 6,7 | 3,5    | Казанське адміралтейство | 1731 | не збереглося | Відомостей про плавання гекботів не збереглося. | [ 14 ] |
| Рига            | 26,2 х 6,7 | 3,5    | Казанське адміралтейство | 1731 | не збереглося | Відомостей про плавання гекботів не збереглося. | [ 16 ] |
| Санкт-Петербург | 26,2 х 6,7 | 3,5    | Казанське адміралтейство | 1731 | не збереглося | Відомостей про плавання гекботів не збереглося. | [ 14 ] |

## Гекботи типа «Вархаил»
Гекботи типу «Вархаил», всього для потреб Каспійської флотилії в Казані було побудовано 7 гекботів цього типу.
| Найменування | Розмір     | Осадка | Верф                     | Вх.  | Вых.          | Історія служби                                  | Прим.  |
| ------------ | ---------- | ------ | ------------------------ | ---- | ------------- | ----------------------------------------------- | ------ |
| Вархаил      | 25,3 х 7,3 | 3,7    | Казанське адміралтейство | 1745 | не збереглося | Відомостей про плавання гекботів не збереглося. | [ 16 ] |
| Девора       | 25,3 х 7,3 | 3,7    | Казанське адміралтейство | 1745 | не збереглося | Відомостей про плавання гекботів не збереглося. | [ 16 ] |
| Рафаил       | 25,3 х 7,3 | 3,7    | Казанське адміралтейство | 1745 | не збереглося | Відомостей про плавання гекботів не збереглося. | [ 16 ] |
| Селафаил     | 25,3 х 7,3 | 3,7    | Казанське адміралтейство | 1745 | не збереглося | Відомостей про плавання гекботів не збереглося. | [ 16 ] |
| Тови         | 25,3 х 7,3 | 3,7    | Казанське адміралтейство | 1745 | не збереглося | Відомостей про плавання гекботів не збереглося. | [ 16 ] |
| Уриил        | 25,3 х 7,3 | 3,7    | Казанське адміралтейство | 1745 | не збереглося | Відомостей про плавання гекботів не збереглося. | [ 16 ] |
| Ягудиил      | 25,3 х 7,3 | 3,7    | Казанське адміралтейство | 1745 | не збереглося | Відомостей про плавання гекботів не збереглося. | [ 16 ] |

## Інші гекботи
Інші гекботи Каспійської флотилії.
| Найменування    | Верф                                                                         | Вх.                                                                          | Історія служби                                  | Прим.  |
| --------------- | ---------------------------------------------------------------------------- | ---------------------------------------------------------------------------- | ----------------------------------------------- | ------ |
| 2 гекбота       | Казанське адміралтейство                                                     | 1735                                                                         | Відомостей про плавання гекботів не збереглося. | [ 16 ] |
| Киев            | Казанське адміралтейство                                                     | 1735                                                                         | Відомостей про плавання гекботів не збереглося. | [ 16 ] |
| Сескар          | Казанське адміралтейство                                                     | 1735                                                                         | Відомостей про плавання гекботів не збереглося. | [ 16 ] |
| Эзель           | Казанське адміралтейство                                                     | 1735                                                                         | Відомостей про плавання гекботів не збереглося. | [ 16 ] |
| 1 гекбот        | Казанське адміралтейство                                                     | 1741                                                                         | Відомостей про плавання гекботів не збереглося. | [ 16 ] |
| Азов            | Казанське адміралтейство                                                     | 1741                                                                         | Відомостей про плавання гекботів не збереглося. | [ 16 ] |
| Москва          | Казанське адміралтейство                                                     | 1741                                                                         | Відомостей про плавання гекботів не збереглося. | [ 16 ] |
| Санкт-Петербург | Казанське адміралтейство                                                     | 1741                                                                         | Відомостей про плавання гекботів не збереглося. | [ 16 ] |
| Ярославль       | Казанське адміралтейство                                                     | 1741                                                                         | Відомостей про плавання гекботів не збереглося. | [ 16 ] |
| Екатерина       | Відомостей про місця споруди і часу включення до складу флоту не збереглося. | Відомостей про місця споруди і часу включення до складу флоту не збереглося. | Находились в Астрахани в 1745 и 1746 годах.     | [ 19 ] |
| Елизавета       | Відомостей про місця споруди і часу включення до складу флоту не збереглося. | Відомостей про місця споруди і часу включення до складу флоту не збереглося. | Находились в Астрахани в 1745 и 1746 годах.     | [ 19 ] |
| Лев             | Відомостей про місця споруди і часу включення до складу флоту не збереглося. | Відомостей про місця споруди і часу включення до складу флоту не збереглося. | Находились в Астрахани в 1745 и 1746 годах.     | [ 19 ] |
| Феолог          | Відомостей про місця споруди і часу включення до складу флоту не збереглося. | Відомостей про місця споруди і часу включення до складу флоту не збереглося. | Находились в Астрахани в 1745 и 1746 годах.     | [ 19 ] |